# Ярушкин, Алексей Анатольевич
Алексей Анатольевич Ярушкин (род. 10 апреля 1972, Москва) — российский хоккеист и тренер.

## Биография
Воспитанник хоккейного клуба ЦСКА Москва, защитник. Выступал во вторых и третьих лигах России за подмосковные клубы «Росич» (Селятино) и «Витязь» (Чехов). В сезоне 1997/98 в третьей по силе лиге России за чеховскую команду сыграл 21 матч, забросил 5 шайб и отдал 6 голевых передач. В 1998 году завершил карьеру игрока, работал в ДЮСШ «Вымпел», а в 1999 году вошёл в тренерский штаб детско-юношеских команд ЦСКА.
В 2008 году Алексей Ярушкин был назначен ассистентом тренера дубля чеховского «Витязя». В сезоне 2009/10 возглавлял команду «Русские Витязи» в Молодёжной хоккейной лиге. 6 декабря 2009 года, после отставки главного тренера «Витязей» Майка Крушельницки Алексей Ярушкин был назначен главным тренером основной команды.
В октябре 2010 года на должность главного тренера команды был назначен Андрей Назаров. Ярушкин вошёл в состав тренерского штаба, но покинул должность уже через две недели.
Два сезона возглавлял молодёжную команду мытищинского «Атланта». Сезон 2015/16 возглавлял в МХЛ молодёжный «Спартак».
Сезон 2016/17 начал во главе воскресенского «Химика». В октябре 2016 года Алексей Ярушкин был назначен исполняющим обязанности главного тренера московского «Спартака» взамен покинувшего команду Германа Титова.